# Cristóbal Vaca de Castro
Cristóbal Vaca de Castro (ur. ok. 1492 w Izagre, León, Hiszpania, zm. 1566 w Valladolid, Hiszpania) – hiszpański administrator Peru.

## Młodość
Rodzicami Vaca de Castro byli García Díaz de Castro i Giomar Cabeza de Vaca. Studiował prawo w Salamance. Poślubił Maríę Magdalenę de Quiñones y Osorio i miał z nią ośmioro dzieci. W 1536 został oidor (sędzią) w Sądzie Królewskim w Valladolid. W 1540 został rycerzem Zakonu Santiago.

## Droga do Peru
W 1540 został wysłany przez cesarza Karola V aby zaprowadzić zgodę pomiędzy frakcjami Gonzala Pizarra i Diego de Almagro Młodszego po straceniu Diega de Almagro Starszego. Vaca de Castro zdobył reputację człowieka uczciwego i odważnego. Był upoważniony do rządu nad kolonią w przypadku śmierci Francisca Pizarra.
Wypłynął z Sanlúcar de Barrameda w dniu 5 listopada 1540, i przybył do Panamy w styczniu 1541. Podczas pobytu w Panamie zreformował tam sądy. Popłynął do Peru, ale został zmuszony przez złą pogodę do wylądowania w Buenaventura w Kolumbii. Z Buenaventura podążał drogą lądową do Cali, gdzie pozostały trzy miesiące z powodu choroby. Podczas pobytu w Cali, mediował w sporze sądowym między Sebastiánem de Belalcázar i Pascalem de Andagoya.

## Jako gubernator Peru
Ciągle w drodze do Peru, w Popayán, dowiedział się o zabójstwie Francisco Pizarro i wyborze Diego de Almagro Młodszego na gubernatora. Przybył do Quito 25 września 1541, gdzie zjednoczył siły królewskie przeciw niemu. Mianował siebie gubernatorem kolonii. Wsparty przez Francisca de Carvajala, pokonał Almagro 16 września 1542 na równinie Chupas. Almagro próbował uciec po klęsce, ale został uwięziony. Naciskany przez stronników Pizarra, Vaca de Castro zarządził jego egzekucję.
W 1542 wprowadzono Nowe Prawo mające na celu ograniczenie encomiendy. Nowe Prawo spowodowało trudności dla Vaca de Castro z Gonzalo Pizarro i innymi zwolennikami starego systemu. Vaca de Castro zgodził się przedstawić ich stanowisko Koronie. Następnie skoncentrował swoje wysiłki na rozwoju kraju, poprzez poprawę komunikacji, regulując zajazdy dla podróży poprzez kontynent oraz nadzór wykorzystywania pracy w kopalniach.
W 1543 roku wysłał Diego de Rojasa i 200 mężczyzn do Río de la Plata. Tej wyprawie jest przypisywane odkrycie Tucumán.

## Powrót do Hiszpanii
W 1544 został zastąpiony przez pierwszego wicekróla Peru, Blasco Núñeza Velę. Núñez Vela aresztował go pod zarzutem sympatyzowania z buntem Gonzalo Pizarro. Był więziony w El Callao, a następnie wysyłany statkiem przez Panamę do Hiszpanii. W Hiszpanii był więziony pod zarzutem nielegalnego wzbogacenia się, ale po trzech latach w więzieniu został oczyszczony z zarzutów. Później został komandorem Zakonu Santiago. Był prezesem Rady Kastylii między 1557 i 1561.
Zakończył życie w klasztorze San Agustín w Valladolid, gdzie zmarł w 1566.